# Gourmet

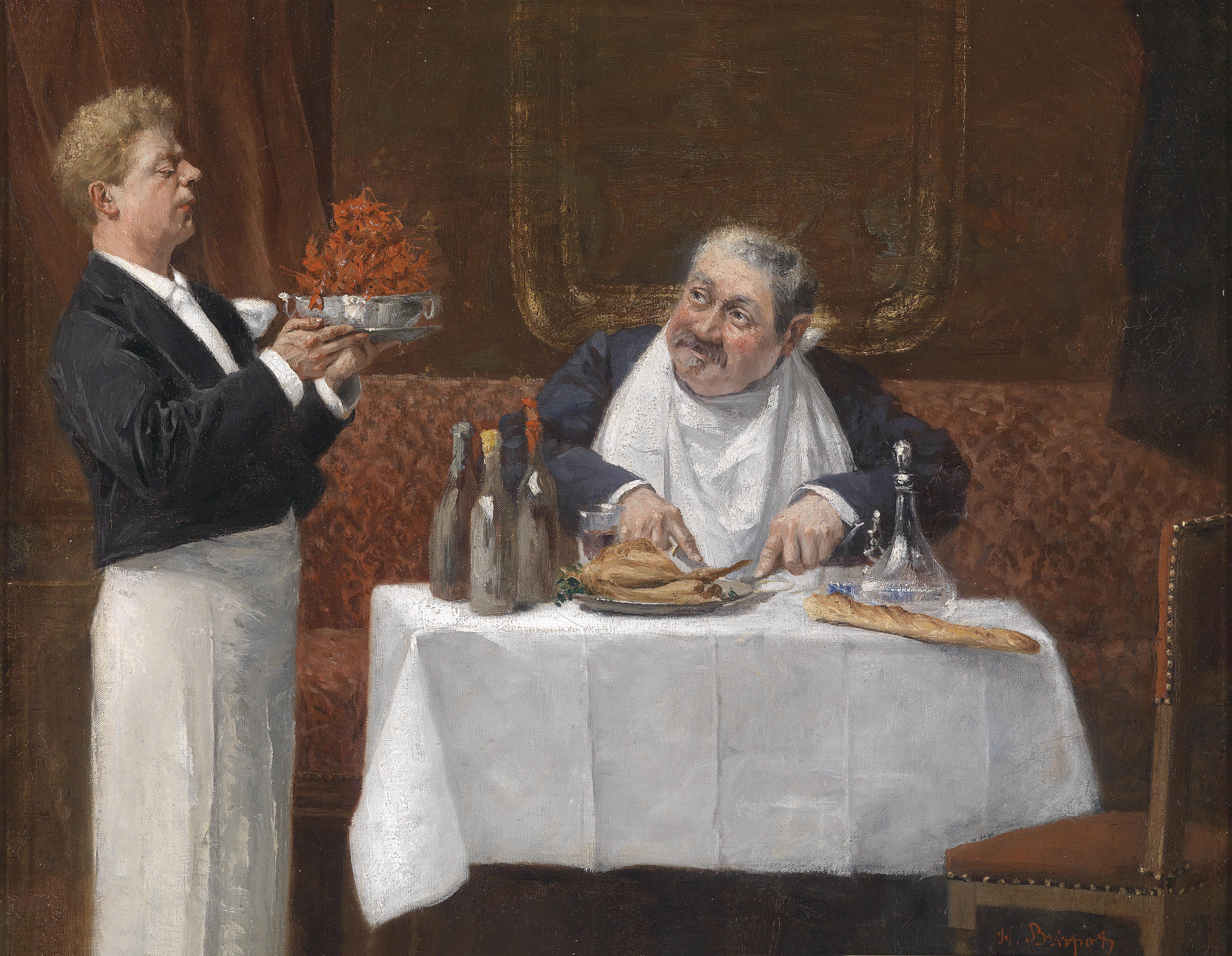
Der Gourmand, Ölgemälde von Henri Brispot (1846–1928)

Als Gourmet wird in der deutschen Gastrosophie ein Feinschmecker bezeichnet, ein sachkundiger Genießer raffinierter Speisen und Getränke.
Der ebenfalls aus dem Französischen entlehnte Gourmand wurde im Gegensatz dazu in der deutschen Sprache seit dem 18. Jahrhundert eher als Synonym für „Leckermaul“ oder „Vielfraß“ verwendet, der sich durch fehlende Mäßigung auszeichnet.

## Definitionen
Die Wörter Gourmet und Gourmand kommen beide aus dem Französischen, wobei sie eine gewisse Bedeutungsverschiebung erfahren haben. Gourmand wurde im Französischen im 18. Jahrhundert als „jemand, der gerne viel und gut isst“ aus dem Adjektiv gourmand, dessen Herkunft nicht sicher geklärt ist, vielleicht aus Gourmet, umgestaltet.
Der gourmet war im Französischen ein „Weinkenner“, von altfranzösisch gormet, „Gehilfe des Weinhändlers“, das im 19. Jahrhundert in der Bedeutung „Weinkenner, Feinschmecker“, ins Deutsche entlehnt wurde. Auch heute noch wird in Frankreich unter „Gourmet“ meist ein Weinkenner verstanden.
Gefräßigkeit ist im Französischen „gloutonnerie“; ein Vielfraß ist ein „glouton“. Gierige Gefräßigkeit kann auch mit „voracité“ bezeichnet werden.
Seit Jahrhunderten kennt man in Frankreich den „Gourmet-piqueur“ als Weinsachverständigen.
Die abwertende Bedeutung von „Gourmand“ ist heute nicht mehr eindeutig. Die Endung „-and“ beinhaltet die Verlaufsform („der Genießende“ – ein Genießender muss nicht notwendigerweise ein Gourmet sein).
Die „Académie culinaire de France“ definiert
- den Gourmand als «l’amateur de toutes les bonnes choses de la table», das heißt als „Liebhaber aller Tafelgenüsse“,
- den Gourmet als «expert en vin. Ce qualificatif s’applique aujourd’hui par extension à des amateurs en gastronomie» (etwa: Weinexperte/Weinkenner. Dieser Begriff wird heutzutage auch ausgedehnt auf Gastronomie-Liebhaber/Feinschmecker).

Brillat-Savarin (1755–1826), der mit dem 1825 erschienenen Werk Physiologie du Goût berühmt wurde, beklagte, dass das Wort Gourmand falsch verwendet wird, und beschuldigte die Lexikographen der Fahrlässigkeit:
Ein „Gourmand“ ist ein Mann, der Freude an der „Gourmandise“ hat, und diese wiederum ist eindeutig das, was wir im Deutschen mit Feinschmeckerei bezeichnen.
Dieses Begriffsverständnis bekräftigten seit Brillat-Savarin zahlreiche Autoren; 1965 tat dies zum Beispiel der gastronomische Schriftsteller Harry Schraemli.